# دعاء اللهم كن لولیك
دعاء الفرج هو دعاء الذي يتلى لصحة الإمام المهدي الذي يعتبر آخر إمام لدى الشیعة الاثني عشرية وكذلك منقذ العالم من الظلم (من وجهة نظر المسلمون الشيعة واهل السنة).
هذا الدعاء مروي عن الإمامين محمد الباقر وجعفر الصادق في كتاب تهذيب الأحكام. أما في مصادر أخرى فذكر عبارة «الصّالحين» ولا تحدد من أي الإمام، علاوة على ذلك، فإن دعاء «اللهم كن لوليك» مشهور أيضًا باسم دعاء الفرج بين المسلمين الشيعة (بالإضافة إلى دعاء الفرج الرئيسي الذي يبدأ «إِلٰهِی عَظُمَ الْبَلاءُ، وَبَرِحَ الْخَفاءُ، وَانْکَشَفَ الْغِطاءُ، وَانْقَطَعَ الرَّجاءُ، وَضاقَتِ الْأَرْضُ، وَمُنِعَتِ السَّماءُ، وَأَنْتَ الْمُسْتَعانُ، وَإِلَیْکَ الْمُشْتَکیٰ، وَعَلَیْکَ الْمُعَوَّلُ فِی الشِّدَّةِ وَالرَّخاءِ».

## نص الدعاء
| دعاء اللهم كن لولیك | بِسْمِ ٱللَّهِ ٱلرَّحْمٰنِ ٱلرَّحِيمِ: اَللَّهُمَّ صَلِّ عَلَىٰ مُحَمَّدٍ وَآلِ مُحَمَّدٍ، اللّهُمّ كُنْ لِوَلِيّكَ الحُجّةِ ابْنِ الحَسَنِ، صَلَوَاتُكَ عَلَيْهِ وَعَلَى آبَائِهِ، فِي هذِهِ السَّاعَةِ وَفي كُلّ سَاعَةٍ، وَلِيّاً وَحَافِظاً، وَقَائِداً وَنَاصِراً، وَدَلِيلاً وَعَيْناً، حَتَّى تُسْكِنَهُ أَرْضَكَ طَوْعاً، وَتُمَتّعَهُ فِيهَا طَوِيلاً. | دعاء اللهم كن لولیك |

وورد في الكافي بصيغة:
| ” | ٦٦٣٤ / ٤. مُحَمَّدُ بْنُ عِيسى بِإِسْنَادِهِ: عَنِ الصَّالِحِينَ (عليهم‌ السلام)، قَالَ: «تُكَرِّرُ فِي لَيْلَةِ ثَلَاثٍ وَعِشْرِينَ مِنْ شَهْرِ رَمَضَانَ هذَا الدُّعَاءَ سَاجِداً وَقَائِماً وَقَاعِداً وَعَلى كُلِّ حَالٍ، وَفِي الشَّهْرِ كُلِّهِ، وَكَيْفَ أَمْكَنَكَ، وَمَتى حَضَرَكَ مِنْ دَهْرِكَ، تَقُولُ بَعْدَ تَحْمِيدِ اللهِ ـ تَبَارَكَ وَتَعَالى ـ وَالصَّلَاةِ عَلَى‌ النَّبِيِّ صلى‌ الله‌ عليه‌ وآله‌ وسلم: اللهُمَّ كُنْ لِوَلِيِّكَ فُلَانِ بْنِ فُلَانٍ فِي هذِهِ السَّاعَةِ، وَفِي كُلِّ سَاعَةٍ وَلِيّاً وَحَافِظاً وَنَاصِراً وَدَلِيلاً وَقَائِداً وَعَوْناً وَعَيْناً، حَتّى تُسْكِنَهُ أَرْضَكَ طَوْعاً، وَتُمَتِّعَهُ فِيهَا طَوِيلاً. | “ |

## مضمون الدعاء
في هذه الدعاء، يُطلب صحة الإمام بعبارات مختلفة.في هذه الدعا، يسأل الله أن يكون ولي الإمام ووصيّه، ويضعه تحت رعايته وقيادته ونصره وحمايته.وبحسب حسن بن سليمان حلي، أحد علماء الشيعة في القرن الثامن القمري، فإن المصطلح «حَتَّی تُسْکِنَهُ أَرْضَکَ طَوْعاً» يشير إلى زمن قدوم الإمام الزمان ومعنى «التمتع فيها طويلا» هو الرغبة في إطالة أمد حكم الإمام المهدي. 

## مصدر وسند الدعاء
وقد روى محمد بن يعقوب الكليني هذا الدعاء في كتابه الكافي عن محمد بن عيسى، كما ذكره عن الصالحين (أي أئمة الشيعة دون تسميات معينة). والظاهر أنه كان هناك رواة آخرون بين محمد بن يعقوب الكليني ومحمد بن عيسى بن عبيد تم حذفهم من سلسلة النقل لكونهم سياق. بمعنى آخر أحمد بن محمد عاصمي وعلي بن حسن بن علي بن فضال. كما أن دعاء «اللهم كن لوليك» قد ذكره آخرون، مثل: سيد بن طاووس، كفعمي، إلخ.